# Ibitermes
Ibitermes es un género de termitas  perteneciente a la familia Termitidae que tiene las siguientes especies:

## Especies
1. Ibitermes curupira
2. Ibitermes inflatus
3. Ibitermes tellustris